# Бойко, Валерий Яковлевич
Валерий Яковлевич Бойко (21 мая 1965) — советский и киргизский футболист, нападающий и полузащитник. Выступал за сборную Кыргызстана.

## Биография
Во время прохождения военной службы принимал участие в боевых действиях в Афганистане (Кандагар).
В соревнованиях мастеров по футболу дебютировал в 1986 году во второй лиге в составе фрунзенской «Алги». Проведя в команде два сезона, был переведён в ошский «Алай», где тоже провёл два сезона, но с перерывом. В 1991 году вернулся в «Алгу» и в последнем сезоне первенства СССР во второй лиге стал автором 15 голов.
После распада СССР продолжал играть за «Алгу» в высшей лиге Кыргызстана, в 1992 и 1993 годах становился двукратным чемпионом страны и двукратным обладателем Кубка Кыргызстана. О выступлениях в 1994—1997 годы сведений нет[уточнить]. В конце профессиональной карьеры выступал за аутсайдеров высшей лиги «Динамо» (Сокулук) и «Энергетик» (Кара-Куль). Всего в высшей лиге Кыргызстана сыграл 63 матча и забил 21 гол.
В национальной сборной Кыргызстана сыграл единственный матч 23 августа 1992 года в рамках Кубка Центральной Азии против Узбекистана, вышел в стартовом составе и на 57-й минуте был заменён на Канатбека Ишенбаева.
После окончания карьеры переехал в Россию, пгт Крапивинский Кемеровской области. Работает детским тренером в местной спортивной школе. Выступал за местную команду в любительских соревнованиях.